# Генріх II фон Фірнебург
Генріх II фон Фірнебург (нім. Heinrich II. von Virneburg; 1244/1246 — 5 січня 1332) — церковний і державний діяч Священної Римської імперії, 40-й архієпископ Кельна і 12-й герцог Вестфалії в 1304—1332 роках.

## Життєпис
Походив з рейнського шляхетського роду Фірнебургів. Шостий син графа Генріха I фон Фірнебурга та Понцетти фон Оберштайн. Народився між 1244 і 1246 роками. Призначений для церковної кар'єри. 1288 року разом з батьком і братом Рудольфом брав участь у битві біля Воррінгену на боці Жана I, герцога Брабанту, проти коаліції на чолі із Рено I, графом Гельдерна, і Зигфрідом фон Вестербургом. Того ж року отримав 2 парафіяльні пребенди та посаду каноніка церкви Св. Гереона в Кельні.
1292 року стає капеланом Адольфа I Нассау, короля Німеччини. Завдяки підтримці останнього невдовзі стає пробстом Кельнського собору. В наступні роки отримує посади архідиякона Кельна і Тріра. 1300 року обирається архієпископом Тріра, але це не було затверджено папою римським Боніфацієм VIII.
1304 року обирається архієпископом Кельна. Втім затвердження в сані отримав вже від нового папи римського Климента V в 1306 році.
1307 року надав право ченцям з Ордену Святого Хреста оселитися в Кельні. Останні зробили це 1309 року, отримавши назву Кельнські брати.
1308 року підтримав на виборах короля Німеччини Генріха Люксембурга, за що Генріх II фон Фірнебург отримав фінансову допомогу та привілеї, зокрема на відкриття митниці в Бонні замість Кельна. 1313 року стає пробстом абатства Св. Кассія в Бонні. Продовжив розбудову резиденції в Бонні. Згодом архієпископ звільнив Бонн від сплати мита на всі товари, які транспортувалися Рейном.
1314 року коронував королем Німеччини Фрідріха Габсбурга, вперше здійснивши коронацію в Бонні замість Аахена. Невдовзі опинився в скрутному становищі, оскільки частина курфюрстів підтримала Людвіга Віттельсбаха, володіння родичів якого межували з Кельнським архієпископством. Водночас архієпископу вдалося зберегти нормальні відносини з Папським престолом.
Відновив активну роботу зі зведення Кельнського собору. 27 вересня 1322 року він офіційно відкрив верхні хори Кельнського собору.
1325 року передав на розгляд папської курії в Авіньйоні справу Майстра Екгарта, невдоволений його богословськими поглядами. 1328 року домігся обрання свого небожа Генріха архієпископом Майнца. При цьому виступив оружно на захист останнього проти Бодуена Люксембурга, архієпископа Тріра і адміністратора Майнцького архієпископства. Боротьба не завершилася до самої смерті Генріха II фон Фірнебурга. Він помер 1332 року. Поховано у каплиці Варвари в Боннському соборі. Новим архієпископом було обрано Вальрама фон Юліха.